# Eric Bicfalvi
Eric Cosmin Bicfalvi (ur. 5 lutego 1988 r. w Carei, Rumunia) – rumuński piłkarz, grający na pozycji pomocnika.

## Kariera klubowa
Bicfalvi rozpoczął karierę w Fink Fenster Petreşti Carei, skąd w 2006 r. trafił do Jiul Petroszany, klubu grającego w rumuńskiej ekstraklasie. W 16 meczach tego klubu, w którym grał nie zdobył żadnej bramki. Po spadku drużyny do drugiej ligi, w 2007 roku podpisał 5-letni kontrakt ze Steauą Bukareszt. Rok później został wypożyczony do Glorii Buzău, gdzie w 25 meczach tej drużyny strzelił 1 bramkę. W czerwcu 2012 zasilił skład ukraińskiej Wołyni Łuck. 7 lipca 2015 przeszedł do Liaoning Whowin. W 2016 wrócił do Rumunii i został zawodnikiem Dinama Bukareszt. Latem 2016 przeszedł do rosyjskiego klubu Tom Tomsk. W 2017 został zawodnikiem Urału Jekaterynburg.

## Kariera reprezentacyjna
W latach 2007–2010 występował w młodzieżowej reprezentacji Rumunii. Bicfalvi grał też w juniorskich reprezentacjach Rumunii.

## Sukcesy i odznaczenia
- wicemistrz Rumunii: 2008
- zdobywca Pucharu Rumunii: 2011
- finalista Superpucharu Rumunii: 2011